# Municipio de Nebraska (Iowa)
El municipio de Nebraska (en inglés: Nebraska Township) es un municipio ubicado en el condado de Page en el estado estadounidense de Iowa. En el año 2010 tenía una población de 134 habitantes y una densidad poblacional de 3,23 personas por km².

## Geografía
El municipio de Nebraska se encuentra ubicado en las coordenadas 40°46′25″N 94°57′18″O / 40.77361, -94.95500. Según la Oficina del Censo de los Estados Unidos, el municipio tiene una superficie total de 41.49 km², de la cual 41,49 km² corresponden a tierra firme y (0 %) 0 km² es agua.

## Demografía
Según el censo de 2010, había 134 personas residiendo en el municipio de Nebraska. La densidad de población era de 3,23 hab./km². De los 134 habitantes, el municipio de Nebraska estaba compuesto por el 98,51 % blancos, el 1,49 % eran afroamericanos. Del total de la población el 1,49 % eran hispanos o latinos de cualquier raza.